# Марцинковский, Кшиштоф
Кшиштоф Марцинковский (29 апреля 1960 — 19 декабря 2013) — польский футболист, игравший на позиции полузащитника, воспитанник «Леха».

## Биография
Выступал на позиции полузащитника в юниорском клубе «Лех» с 1973 года. 10 сентября 1980 года он дебютировал в первой команде в выездном матче кубка Польши против «Погонь» (Щецин).
В общей сложности он сыграл за «Лех» десять матчей: восемь в чемпионате и два в кубке. Его пребывание в клубе пришлось на годы больших успехов команды Войцеха Лазарека, однако в основе он так и не закрепился. Последний матч за «Лех» он сыграл 25 ноября 1984 года. В 1985 году он переехал в Бельско-Бялу, чтобы продолжить карьеру в местной «Стали».
За «Сталь» он играл в течение восьми сезонов (1985—1993). В общей сложности он провёл за клуб 186 игр. В конце своей карьеры он был игроком «Вилковице» (1993—1995).
Скончался 19 декабря 2013 года в возрасте 53 лет. Похороны состоялись в субботу 21 декабря в Бельско-Бяле.